# Capasa albodecorata
Capasa albodecorata là một loài bướm đêm trong họ Geometridae.